# Pegaso (motorfietsmerk)
Pegaso is een historisch merk van motorfietsen.
De bedrijfsnaam was: SIM (Societa Italiana Motori), Milano.
SIM was een Italiaanse fabriek met veel ex-Motom werknemers. Bij SIM produceerden ze van 1956 tot 1964 lichte 48cc kopklep-motorfietsen in grote aantallen. Dat de productie desondanks in 1964 eindigde was waarschijnlijk het gevolg van de opkomst van andere merken, die goedkopere tweetaktmotoren gebruikten die meestal van gespecialiseerde producenten van inbouwmotoren werden betrokken.